# Oaks (Missouri)
Oaks – wieś w Stanach Zjednoczonych, w stanie Missouri, w hrabstwie Clay.